# Petter Larsen
Petter Larsen (6 de dezembro de 1890 — 13 de setembro de 1946) foi um velejador norueguês, campeão olímpico. Ele competiu nos Jogos Olímpicos de Verão de 1912 na classe 12 Metre e conquistou a medalha de ouro na disputa a bordo do Magda IX com Johan Anker, Eilert Falch-Lund, Halfdan Hansen, Magnus Konow, Arnfinn Heje, Alfred Larsen, Nils Bertelsen, Christian Staib e Carl Thaulow.